# 加茂 (市原市)
加茂（かも）とは、千葉県市原市の五井地区にある大字及び町丁。現行行政地名は大字加茂と加茂一丁目及び加茂二丁目。郵便番号は290-0025。

## 概要
市原市北西部の五井地区に位置する。一部が国分寺台土地区画整理事業実施区域に含まれており、実施区域においては換地処分に伴う地番変更と住居表示の実施がなされ、大字加茂から加茂一丁目と加茂二丁目に変更されている。大字加茂と加茂一丁目から二丁目の全域は国分寺台地区に分類されることもある。

### 隣接町丁字
北は君塚、東は北国分寺台、南は西国分寺台、西は根田と接している。

## 歴史

### 地名の由来
地名の由来は、大字内に鎮座する加茂神社からである。なお、同市の加茂地区は由来的には同じだが、歴史的な関係性はほとんどない。

## 世帯数と人口
2022年4月1日現在の世帯数と人口は以下の通りである。
| 町丁字     | 世帯数  | 人口  |
| ---------- | ------- | ----- |
| 加茂       | X       | X     |
| 加茂一丁目 | 214世帯 | 432人 |
| 加茂二丁目 | 171世帯 | 390人 |
| 計         | 385世帯 | 822人 |

## 学区
公立学校に通学する場合の学区は以下の通りである。
| 町丁字     | 番地 | 小学校                   | 中学校                   | 県立高校 |
| ---------- | ---- | ------------------------ | ------------------------ | -------- |
| 加茂       | 全域 | 市原市立国分寺台西小学校 | 市原市立国分寺台西中学校 | 第9学区  |
| 加茂一丁目 | 全域 | 市原市立国分寺台西小学校 | 市原市立国分寺台西中学校 | 第9学区  |
| 加茂二丁目 | 全域 | 市原市立国分寺台西小学校 | 市原市立国分寺台西中学校 | 第9学区  |

## 施設
- 加茂神社
- 長栄寺

## 交通

### 駅
なし

### バス
なし

### 道路
国道、県道はなし

#### 市道
- 市道1号線川岸西広線(市役所通り)[10]